# Когут, Джордж Александр
Джордж Александр Когут (род. в Штульвейссенбурге, ныне Секешфехервар, Венгрия, в 1874 г.; ум. 31 декабря 1933 г.) — американский раввин, писатель и библиограф австро-венгерского происхождения.

## Биография
Сын Александра Когута. Учился в университете в Нью-Йорке, в Берлине в 1895—1897 гг. посещал Hochschule für die Wissenschaft des Judenthums.
В 1897 г. стал раввином в конгрегации «Emmanu-El» (Даллас в Техасе) и занимал этот пост три года.
В 1902 г. он был назначен главным инспектором религиозных школ нью-йоркского «Emmanu-El», а с 1904 г. младшим библиотекарем еврейской теологической семинарии в США.

## Труды
Перу Джорджа Когана принадлежит ряд работ, посвященных еврейству:
- «Early Jewish literature in America» (Public. Am, Jew. Hist. Soc., III, 1895, 103—147);
- «Sketches of jewish loyalty, bravery and patriotism in the South American Colonies and the West Indies» в книге Саймона Вольфа «The American jew as patriot, soldier and citizen», 1895;
- «Martyrs of the inquisition in South America», 1895;
- «A memoir of Dr Alexandre Kohut Literary Activity» в «Proccedings of the Fourth Biennial Convention of the Jew. Theol. Sem. Assoc.»;
- «Bibliogr. of the writings of Prof. M. Steinschneider» в «Steinschneider’s Festschrift», 1896;
- «Simon de Caceres and his project to conquer Chili», 1897;
- «Ezra Stiles and the Jews», 1902 и много других исторических заметок.

Кроме того, он:
- составил «Index» к итальянским словам в Арух’е его отца;
- издал «Semitic Studies in Memory of Rev. Dr Alexander Kohut», 1897;
- с 1902 г. издавал «Helpful Thoughts», превращённый в 1904 г. в ежемесячник «Jewish Home»[4].